# Georgia Guerra-Peixe
Georgia Guerra-Peixe_Joca (Petrópolis) é uma diretora de cinema e de publicidade reconhecida por seus trabalhos documentais com não atores para as marcas.
No cinema, dirigiu o documentário O Samba Que Mora Em Mim, que foi exibido em Festivais Internacionais e vencedor do Festival de Cinema Latino-Americano de Vancouver, do IN-EDIT Barcelona, do Prêmio Especial 34a Mostra Internacional de Cinema de São Paulo e selecionado por 19 festivais internacionais, como Toronto, Grécia, Montreal, Canadá, Espanha, México e Noruega.
Seu primeiro curta-metragem Pretérito Perfeito (16mm, Brasil, 16', 1998), roteirizado por Cris Siqueira, foi escolhido para a seleção oficial do Festival de Cinema Acadêmico da UFRJ (Rio de Janeiro, 1999), onde ganhou o Prêmio Inovação em Linguagem e o Prêmio Noite Acadêmica MIS (São Paulo, 1999), tendo participado também do Circuito Curta (São Paulo, 1998).

## Biografia
Georgia Guerra-Peixe, sobrinha neta do Maestro César Guerra-Peixe, nasceu em Petrópolis no dia 31 de Janeiro.
Aos 22 anos, formou-se em cinema pela faculdade Fundação Armando Alvares Penteado. Durante sua carreira, trabalhou como assistente do cineasta Arnaldo Jabor e passou por produtoras como Tambor, Cia Ilustrada, Made To Create, Bossa Nova Filmes, Companhia de Cinema, Delicatessen Filmes, Vetor Filmes e hoje atua como sócia-diretora da produtora Café Royal.
Georgia desenvolve um trabalho com ênfase na técnica de docvertising, que consiste em adotar a linguagem documental para a publicidade por meio de uma direção naturalista de atores e não atores. Produzindo campanhas para clientes como Itaú, Eletrolux, Burger King, Shell e muitos outros.
Para a televisão, assinou quatro dos 13 episódios do projeto intitulado Minha Trilha Sonora, para o canal Bis e desenvolveu o projeto realizado em todo o Brasil, intitulado Rota da Tocha, para a Nissan. Com mais de 60 conteúdos, entre textos, fotos e vídeos, o projeto foi transmitido no canal SportTv e em mídias sociais e plataformas da marca.
Para o cinema, desenvolveu O Samba Que Mora Em Mim, seu primeiro longa-metragem documental, que narra a história do Morro da Mangueira para além do samba, contando a história da comunidade e seus moradores. O filme foi vencedor do Prêmio Especial do Júri da 34.a Mostra Internacional de Cinema de São Paulo, do Festival Latino-Americano de Vancouver e do IN-EDIT Barcelona. O longa também participou da Seleção Oficial do 21.o Festival Internacional de Estocolmo e do 26.o Festival Internacional de Guadalajara.
Como realizadora, idealizou e fez a curadoria do projeto de arte autoral chamado intitulado Atraves\\TV, que documentou mais de 400 vídeos do processo criativo de artistas, entre os anos de 2015 e 2018. A equipe contava com Giuliano Saad, responsável pela curadoria e conteúdo, Moa Ramalho, como produtor executivo e Grull Demian na coordenação da plataforma.

## Trabalhos
| Ano  | Categoria         | Título            | Marca         |
| ---- | ----------------- | ----------------- | ------------- |
| 2007 | Minissérie        | 100% Natural      | Kibon         |
| 2007 | Curta-metragem    | Mais de Mim       | Intel         |
| 2009 | Série             | Toque de Mãe      | Johnsons Baby |
| 2011 | Mini-documentário | Diálogos          | TV TAM        |
| 2012 | Brand Channel     | TV Garoto         | Garoto        |
| 2015 | Série             | Rota da Tocha     | Nissan        |
| 2016 | Série             | Filhos Deste Solo | Land Rover    |

| Ano  | Categoria                | Título                  | Prêmios |
| ---- | ------------------------ | ----------------------- | --- |
| 1998 | Curta-metragem Ficcional | Pretérito Perfeito      | Language Innovation Award em Festival de Filmes Acadêmicos UFRJ (Rio de Janeiro, 1999), Noite Acadêmica MIS (São Paulo, 1999)                                               |
| 2011 | Documentário             | O Samba Que Mora Em Mim | Vencedor Festival Cinema Latino-Americano de Vancouver, Prêmio de Melhor Filme IN-EDIT Barcelona, Prêmio Especial do Júri 34.a Mostra Internacional de Cinema de São Paulo. |

## Premiações
| Publicidade | Publicidade                       | Publicidade                                          | Publicidade   | Publicidade              | Publicidade                  |
| Ano         | Categoria                         | Premiação                                            | Agência       | Título                   | Marca                        |
| ----------- | --------------------------------- | ---------------------------------------------------- | ------------- | ------------------------ | ---------------------------- |
| 2011        | Promo                             | Silver Promo Lion (Cannes)                           | Ogilvy Brasil | Drunk Valet              | Bar Aurora & Boteco Ferraz   |
| 2012        | Branded Content & Entertainment   | Bronze Branded Content & Entertainment Lion (Cannes) | Ogilvy Brasil | Recipe Receipt           | Unilever (Maionese Helmmans) |
| 2012        | Direct                            | Silver Direct Lion (Cannes)                          | Ogilvy Brasil | Recipe Receipt           | Unilever (Maionese Helmmans) |
| 2012        | Outdoor                           | Silver Outdoor Lion (Cannes)                         | Ogilvy Brasil | Recipe Receipt           | Unilever (Maionese Helmmans) |
| 2012        | Promo & Activation                | Gold Promo & Activation Lion (Cannes)                | Ogilvy Brasil | Recipe Receipt           | Unilever (Maionese Helmmans) |
| 2012        | Digital                           | Silver LIA Awards                                    | Ogilvy Brasil | Recipe Receipt           | Unilever (Maionese Helmmans) |
| 2012        | The New                           | Silver LIA Awards                                    | Ogilvy Brasil | Recipe Receipt           | Unilever (Maionese Helmmans) |
| 2012        | Print                             | Silver LIA Awards                                    | Ogilvy Brasil | A, T, S e I              | Claro                        |
| 2012        | Produto de Consumo                | Ouro Prêmio Colunista do Ano                         | Ogilvy Brasil | Recipe Receipt           | Unilever (Maionese Helmmans) |
| 2013        | Branded Content & Entertainment   | Silver Branded Content & Entertainment Lion (Cannes) | Africa        | Surprise Collection      | P&G / Ariel                  |
| 2014        | Media                             | Bronze Media Lion (Cannes)                           | ClickIsobar   | Fiat Live Story          | Fiat                         |
| 2014        | Innovation                        | Inovation Lion (Cannes)                              | ClickIsobar   | Fiat Live Story          | Fiat                         |
| 2015        | Press                             | Bronze Press Lion (Cannes)                           | Ogilvy Brasil | GIV (Life Support Group) | The HIV Positive Ad          |
| 2016        | Media                             | Gold Media Lion (Cannes)                             | FCB Brasil    | Songs of Violence        | Estadão Digital              |
| 2016        | Media                             | Bronze Media Lion (Cannes)                           | FCB Brasil    | Songs of Violence        | Estadão Digital              |
| 2016        | Mobile                            | Silver Mobile Lion (Cannes)                          | FCB Brasil    | Songs of Violence        | Estadão Digital              |
| 2016        | Online Ad                         | Prata El Ojo                                         | FCB Brasil    | Songs of Violence        | Estadão Digital              |
| 2016        | Mobile                            | Bronze El Ojo                                        | FCB Brasil    | Songs of Violence        | Estadão Digital              |
| 2016        | Mobile                            | Ouro Wave Festival                                   | FCB Brasil    | Songs of Violence        | Estadão Digital              |
| 2017        | Print & Publishing                | Silver Print & Publishing Lion (Cannes)              | Ogilvy Brasil | Bedtime Stories          | Bandsports                   |
| 2019        | Health & Wellness Lion            | Bronze Health & Wellness Lion (Cannes)               | Africa        | Legs To Fly              | ESPN Institutional           |
| 2019        | Design / DG6 - Diseño de producto | Ouro El Ojo                                          | Africa        | Legs to Fly              | ESPN Brasil                  |
| 2022        | Media                             | Silver Media Lion (Cannes)                           | David         | How to Explain           | Burger King                  |
| 2023        | Glass: The Lion of Change         | Bronze Lion (Cannes)                                 | SOKO          | Uncomfortable Food       | Stella Artois                |